# Intermedialita
Intermedialita představuje propojení více médií. Buď ve formě systémové kombinace (např. obraz a zvuk) nebo ve formě komunikátu (existující médium je pojato do nového díla). Pojem intermedialita poprvé použil básník Samuel Taylor Coleridge na počátku 19. století, od něho ho v 60. letech 20. století převzal Dick Higgins, který s pojmem dále pracoval.
Intermedialita zkoumá vztahy různých médií, která se vzájemně prolínají, a jejich spojením vzniká úplně nové dílo, jehož části od sebe již nejdou oddělit. Příkladem je happening, který vznikl sloučením hudby, divadla a koláže. Dalším výsledkem intermediality je video, ale i ono dnes slouží ke zrodu nových forem – DVD a internetu.
Proces intermediality může sledovat každý. Např. na programu ČT24 je odvysílána reportáž, týkající se přímé volby prezidenta, a během hodiny zprávu přejme informační server Novinky.cz. Nebo v Otázkách Václava Moravce politik něco řekne a za nedlouho se zpráva objeví na internetu.
Intermediální sdělení je velmi specifickým sdělením, které pracuje s aluzemi, citacemi, odkazy, znalostmi a zkušenostmi příjemců i vysilatelů informací. U Denise McQuaila nacházíme místo termínu intermedialita jeho variaci, pojmenování intermediace. V současnosti ale tento pojem nepoužívá mnoho vědců na špičkové úrovni, protože do jisté míry zavádí pozornost do oblasti, která nemá s mediálními sděleními souvislost, konkrétně k mediaci. Lze předpokládat, že různé názvy pro totéž vznikly kvůli nesouladu překladů.

## Intermedialita ve filmu
Film je umění intermediální, neboť kombinuje médium vizuální a akustické. spojením vědy a umění. Ve filmu stejně jako ve fotografii dochází k dalšímu typu intermediality, např. když je v něm odkaz na jakékoliv jiné dílo. Logicky se jedná o dílo filmu předcházející, starší. Týká se to i intertextových odkazů v rámci vícedílných filmů jako je Harry Potter, Twilight Sága atd. Dalším příkladem intermediality ve filmu je, když jeho hrdinové čtou noviny, knihu nebo sledují jiný film v televizi, jenž má nějakou vnitřní souvislost s původním filmem.